# Ладигіно (Макушинська волость)
Ладигіно (рос. Ладыгино) — присілок в Опочецькому районі Псковської області Російської Федерації.
Населення становить 25 осіб. Входить до складу муніципального утворення Пригородна волость.

## Історія
Від 2015 року входить до складу муніципального утворення Пригородна волость.

## Населення
| 2001 | 2002 | 2010 | 2013 | 2014 | 2015 | 2016 |
| ---- | ---- | ---- | ---- | ---- | ---- | ---- |
| 47   | →47  | ↘27  | ↗32  | →32  | ↘28  | ↘25  |